# 2012년 한국프로야구 신인 드래프트
2012년 한국프로야구 신인선수 지명회의는 2011년 8월 25일 서울 잠실 롯데호텔월드 3층 크리스탈볼룸에서 진행되었다. 이번 드래프트는 MBC 스포츠+와 MBC 라이프를 통해 TV로 생중계되며 인터넷 등을 비롯한 여러 매체를 통해서도 생중계된다. 이번 드래프트는 KBO 리그 신생 제 9구단인 NC 다이노스가 참가하는 첫 신인 선수 지명회의다.

## 지명방식
작년과 마찬가지로 홀수 라운드는 전년도 순위의 역순, 짝수 라운드는 전년도 순위대로 지명하는 방식이다. 최종 10라운드까지 진행되므로, 팀당 최대 10명까지 선발이 가능하다(NC는 15명 선발). 이번 지명회의의 경우 신생구단인 NC 다이노스의 참가로 인해 순서의 조정이 있었다.
지명순서
- 홀수라운드 : 한화 → 넥센 → LG → KIA → 롯데 → 두산 → 삼성 → SK → NC
- 짝수라운드 : NC → SK → 삼성 → 두산 → 롯데 → KIA → LG → 넥센 → 한화
- NC 다이노스 특별 규정

프로야구 신생 구단인 NC 다이노스의 경우 이번 신인지명회의 이전에 특별 지명으로 두명의 선수를 지명했으며 이번 신인선수 지명 회의에서는 2라운드 지명이 끝난후 5명을 특별 지명할 수 있다.

## 대상인원
고졸과 대졸 선수 770여명이 이번 드래프트에 신청하였다.

## 지명결과

### NC 다이노스특별우선지명선수
NC 다이노스는 2011년 8월 16일에 특별 우선지명 선수를 발표하였다.
| 출신교 | 성명   | 포지션 |
| ------ | ------ | ------ |
| 동국대 | 노성호 | 투수   |
| 부산고 | 이민호 | 투수   |

### 드래프트 결과
| 라운드       | 한화 | 넥센 | LG | KIA | 롯데 | 두산 | 삼성 | SK | NC                     |
| ------------ | --- | --- | --- | --- | --- | --- | --- | --- | ---------------------- |
| 1            | 하주석 (신일고,내야) | 한현희 (경남고,투수) | 조윤준 (중앙대,포수) | 박지훈 (단국대,투수) | 김원중 (동성고,투수) | 윤명준 (고려대,투수) | 이현동 (광주일고,외야) | 문승원 (고려대,투수) | 박민우 (휘문고,내야)   |
| 2            | 임기영 (경북고,투수) | 박종윤 (대구고,투수) | 최성훈 (경희대,투수) | 임준섭 (경성대,투수) | 신본기 (동아대,내야) | 변시원 (충암고,투수) | 구자욱 (대구고,내야) | 김민식 (원광대,포수) | 나성범 (연세대,투수)   |
| NC 특별 지명 | 2라운드 종료 후 NC 다이노스에서 신생 팀의 조건으로 5명을 특별 지명하였다. 이들의 지명 순번은 전체 19번, 20번, 21번, 22번, 23번이다. | 2라운드 종료 후 NC 다이노스에서 신생 팀의 조건으로 5명을 특별 지명하였다. 이들의 지명 순번은 전체 19번, 20번, 21번, 22번, 23번이다. | 2라운드 종료 후 NC 다이노스에서 신생 팀의 조건으로 5명을 특별 지명하였다. 이들의 지명 순번은 전체 19번, 20번, 21번, 22번, 23번이다. | 2라운드 종료 후 NC 다이노스에서 신생 팀의 조건으로 5명을 특별 지명하였다. 이들의 지명 순번은 전체 19번, 20번, 21번, 22번, 23번이다. | 2라운드 종료 후 NC 다이노스에서 신생 팀의 조건으로 5명을 특별 지명하였다. 이들의 지명 순번은 전체 19번, 20번, 21번, 22번, 23번이다. | 2라운드 종료 후 NC 다이노스에서 신생 팀의 조건으로 5명을 특별 지명하였다. 이들의 지명 순번은 전체 19번, 20번, 21번, 22번, 23번이다. | 2라운드 종료 후 NC 다이노스에서 신생 팀의 조건으로 5명을 특별 지명하였다. 이들의 지명 순번은 전체 19번, 20번, 21번, 22번, 23번이다. | 2라운드 종료 후 NC 다이노스에서 신생 팀의 조건으로 5명을 특별 지명하였다. 이들의 지명 순번은 전체 19번, 20번, 21번, 22번, 23번이다. | 김태우 (단국대, 포수)  |
| NC 특별 지명 | 2라운드 종료 후 NC 다이노스에서 신생 팀의 조건으로 5명을 특별 지명하였다. 이들의 지명 순번은 전체 19번, 20번, 21번, 22번, 23번이다. | 2라운드 종료 후 NC 다이노스에서 신생 팀의 조건으로 5명을 특별 지명하였다. 이들의 지명 순번은 전체 19번, 20번, 21번, 22번, 23번이다. | 2라운드 종료 후 NC 다이노스에서 신생 팀의 조건으로 5명을 특별 지명하였다. 이들의 지명 순번은 전체 19번, 20번, 21번, 22번, 23번이다. | 2라운드 종료 후 NC 다이노스에서 신생 팀의 조건으로 5명을 특별 지명하였다. 이들의 지명 순번은 전체 19번, 20번, 21번, 22번, 23번이다. | 2라운드 종료 후 NC 다이노스에서 신생 팀의 조건으로 5명을 특별 지명하였다. 이들의 지명 순번은 전체 19번, 20번, 21번, 22번, 23번이다. | 2라운드 종료 후 NC 다이노스에서 신생 팀의 조건으로 5명을 특별 지명하였다. 이들의 지명 순번은 전체 19번, 20번, 21번, 22번, 23번이다. | 2라운드 종료 후 NC 다이노스에서 신생 팀의 조건으로 5명을 특별 지명하였다. 이들의 지명 순번은 전체 19번, 20번, 21번, 22번, 23번이다. | 2라운드 종료 후 NC 다이노스에서 신생 팀의 조건으로 5명을 특별 지명하였다. 이들의 지명 순번은 전체 19번, 20번, 21번, 22번, 23번이다. | 노진혁 (성균관대,내야) |
| NC 특별 지명 | 2라운드 종료 후 NC 다이노스에서 신생 팀의 조건으로 5명을 특별 지명하였다. 이들의 지명 순번은 전체 19번, 20번, 21번, 22번, 23번이다. | 2라운드 종료 후 NC 다이노스에서 신생 팀의 조건으로 5명을 특별 지명하였다. 이들의 지명 순번은 전체 19번, 20번, 21번, 22번, 23번이다. | 2라운드 종료 후 NC 다이노스에서 신생 팀의 조건으로 5명을 특별 지명하였다. 이들의 지명 순번은 전체 19번, 20번, 21번, 22번, 23번이다. | 2라운드 종료 후 NC 다이노스에서 신생 팀의 조건으로 5명을 특별 지명하였다. 이들의 지명 순번은 전체 19번, 20번, 21번, 22번, 23번이다. | 2라운드 종료 후 NC 다이노스에서 신생 팀의 조건으로 5명을 특별 지명하였다. 이들의 지명 순번은 전체 19번, 20번, 21번, 22번, 23번이다. | 2라운드 종료 후 NC 다이노스에서 신생 팀의 조건으로 5명을 특별 지명하였다. 이들의 지명 순번은 전체 19번, 20번, 21번, 22번, 23번이다. | 2라운드 종료 후 NC 다이노스에서 신생 팀의 조건으로 5명을 특별 지명하였다. 이들의 지명 순번은 전체 19번, 20번, 21번, 22번, 23번이다. | 2라운드 종료 후 NC 다이노스에서 신생 팀의 조건으로 5명을 특별 지명하였다. 이들의 지명 순번은 전체 19번, 20번, 21번, 22번, 23번이다. | 강구성 (야탑고,외야)   |
| NC 특별 지명 | 2라운드 종료 후 NC 다이노스에서 신생 팀의 조건으로 5명을 특별 지명하였다. 이들의 지명 순번은 전체 19번, 20번, 21번, 22번, 23번이다. | 2라운드 종료 후 NC 다이노스에서 신생 팀의 조건으로 5명을 특별 지명하였다. 이들의 지명 순번은 전체 19번, 20번, 21번, 22번, 23번이다. | 2라운드 종료 후 NC 다이노스에서 신생 팀의 조건으로 5명을 특별 지명하였다. 이들의 지명 순번은 전체 19번, 20번, 21번, 22번, 23번이다. | 2라운드 종료 후 NC 다이노스에서 신생 팀의 조건으로 5명을 특별 지명하였다. 이들의 지명 순번은 전체 19번, 20번, 21번, 22번, 23번이다. | 2라운드 종료 후 NC 다이노스에서 신생 팀의 조건으로 5명을 특별 지명하였다. 이들의 지명 순번은 전체 19번, 20번, 21번, 22번, 23번이다. | 2라운드 종료 후 NC 다이노스에서 신생 팀의 조건으로 5명을 특별 지명하였다. 이들의 지명 순번은 전체 19번, 20번, 21번, 22번, 23번이다. | 2라운드 종료 후 NC 다이노스에서 신생 팀의 조건으로 5명을 특별 지명하였다. 이들의 지명 순번은 전체 19번, 20번, 21번, 22번, 23번이다. | 2라운드 종료 후 NC 다이노스에서 신생 팀의 조건으로 5명을 특별 지명하였다. 이들의 지명 순번은 전체 19번, 20번, 21번, 22번, 23번이다. | 김태형 (동산고,투수)   |
| NC 특별 지명 | 2라운드 종료 후 NC 다이노스에서 신생 팀의 조건으로 5명을 특별 지명하였다. 이들의 지명 순번은 전체 19번, 20번, 21번, 22번, 23번이다. | 2라운드 종료 후 NC 다이노스에서 신생 팀의 조건으로 5명을 특별 지명하였다. 이들의 지명 순번은 전체 19번, 20번, 21번, 22번, 23번이다. | 2라운드 종료 후 NC 다이노스에서 신생 팀의 조건으로 5명을 특별 지명하였다. 이들의 지명 순번은 전체 19번, 20번, 21번, 22번, 23번이다. | 2라운드 종료 후 NC 다이노스에서 신생 팀의 조건으로 5명을 특별 지명하였다. 이들의 지명 순번은 전체 19번, 20번, 21번, 22번, 23번이다. | 2라운드 종료 후 NC 다이노스에서 신생 팀의 조건으로 5명을 특별 지명하였다. 이들의 지명 순번은 전체 19번, 20번, 21번, 22번, 23번이다. | 2라운드 종료 후 NC 다이노스에서 신생 팀의 조건으로 5명을 특별 지명하였다. 이들의 지명 순번은 전체 19번, 20번, 21번, 22번, 23번이다. | 2라운드 종료 후 NC 다이노스에서 신생 팀의 조건으로 5명을 특별 지명하였다. 이들의 지명 순번은 전체 19번, 20번, 21번, 22번, 23번이다. | 2라운드 종료 후 NC 다이노스에서 신생 팀의 조건으로 5명을 특별 지명하였다. 이들의 지명 순번은 전체 19번, 20번, 21번, 22번, 23번이다. | 이형범 (화순고,투수)   |
| 3            | 최우석 (장충고,투수) | 권택형 (덕수고,투수) | 김웅 (야탑고,투수) | 장시하 (야탑고,내야) | 김성호 (동아대,투수) | 이규환 (원광대,외야) | 김지훈 (울산공고,투수) | 박승욱 (상원고,내야) | 김성욱 (진흥고,외야)   |
| 4            | 양성우 (동국대,외야) | 박정음 (성균관대,외야) | 전호영 (대구고,내야) | 김윤동 (경북고,외야) | 박휘성 (부산공고,투수) | 류지혁 (충암고,내야) | 이동훈 (상원고,외야) | 허건엽 (포철공고,투수) | 강진성 (경기고,내야)   |
| 5            | 장재훈 (경희대,내야) | 지재옥 (동의대,포수) | 나규호 (동아대,투수) | 전은석 (광주일고,내야) | 유정민 (원광대,투수) | 박세혁 (고려대,포수) | 박상원 (북일고,투수) | 최정민 (동아대,내야) | 박세웅 (청주고,포수)   |
| 6            | 엄태용 (북일고,포수) | 김규민 (휘문고,외야) | 신동훈 (서울고,투수) | 홍성민 (한양대,투수) | 김준태 (경남고,포수) | 박민정 (경남대,투수) | 이준형 (서울고,투수) | 최윤철 (송원대,외야) | 윤문영 (계명대,포수)   |
| 7            | 김원석 (동의대,투수) | 길나온 (북일고,내야) | 이장희 (동국대,내야) | 김경탁 (선린인고,외야) | 김상호 (고려대,내야) | 유민상 (연세대,내야) | 한겸 (인창고,내야) | 임치영 (고려대,투수) | 박헌욱 (용마고,외야)   |
| 8            | 김병근 (세광고,투수) | 김재현 (대전고,포수) | 송상훈 (신일고,투수) | 황정립 (고려대,내야) | 윤정현 (세광고,투수) | 신동규 (탐라대,외야) | 신용승 (대전고,외야) | 최항 (유신고,내야) | 신재영 (단국대,투수)   |
| 9            | 공민호 (동아대,외야) | 김태훈 (부경고,투수) | 서상우 (건국대,포수) | 한동훈 (인창고,포수) | 윤여운 (성균관대,포수) | 장우람 (건국대,투수) | 노승현 (영남대,투수) | 한유섬 (경성대,외야) | 마낙길 (경희대,외야)   |
| 10           | 윤승렬 (북일고,내야) | 신유원 (야탑고,투수) | | 윤해진 (경성대,내야) | | | 손형준 (연세대,외야) | 김호은 (대구고,내야) | 황윤호 (장충고,내야)   |

- 'ㄹ'자 방식으로 지명 순서를 정함.
- 2라운드 지명 종료후 NC 다이노스가 특별 지명권 5장을 행사한다.

## 에피소드
- 전체 1순위로 지명된 하주석 선수는 전면 드래프트로 바뀐 이후 야수로써는 처음으로 프로야구 신인지명회의 전체 1번에 지명되었다.
- SK에 지명된 최항 선수는 SK의 내야수 최정 선수의 친동생이다. 최항 선수가 SK에 지명되면서 형제가 한팀에서 같이 뛰게 되었다.
- 5라운드 지명에서 두산이 지명한 박세혁 선수의 아버지는 고양 원더스 박철우 코치이다.
- 7라운드 지명에서 두산이 지명한 유민상 선수는 LG 트윈스의 투수 유원상의 친동생이며, 이 두 선수의 아버지는 경찰 야구단의 유승안 감독이다.
- NC 다이노스의 2라운드 1번으로 지명된 나성범은 LG 트윈스의 포수 나성용 선수의 친동생이다.
- LG 트윈스의 8라운드 지명을 받은 신일고등학교 투수 송상훈은 일본 프로 야구 진출을 선언하고 NPB 드래프트에서 주니치 드래곤스의 6라운드 지명을 받아 입단했다.[6]

## 참조
1. ↑  2012년 1월 10일 신인선수 교육 기간 중 실족사했다.
2. ↑  2013년 7월 15일 실족사로 사망하였다.
3. ↑  일본 프로 야구 드래프트에서 주니치 드래곤스의 6라운드 지명을 받아 입단.
4. ↑  동국대학교 중퇴 후 2013년 볼티모어 오리올스와 마이너 계약.
5. ↑  연세대학교 진학
6. ↑  'LG 8순위' 송상훈, 日 주니치에 지명 - OSEN